# Basis 603
Koordinaten: 30° 52′ 52″ N, 119° 12′ 11″ O
Die Basis 603 (603基地, Pinyin 603 Jīdì), auch Raketenstartplatz Guangde genannt (广德火箭发射场, Pinyin Guǎngdé Huǒjiàn Fāshèchǎng), war ein Startplatz für Höhenforschungsraketen im Süden der Großgemeinde Shijie, kreisfreie Stadt Guangde, in der chinesischen Provinz Anhui. Von 1960 bis 1966 wurden dort Raketen verschiedener Varianten des Typs T-7 gestartet, wobei bis zu 125 km Höhe erreicht wurden. 

## Geschichte
Am 19. Februar 1960 wurde in der Großgemeinde Laogang, einige Kilometer südlich des heutigen Shanghai Pudong International Airport der Prototyp der vom Institut für Geophysik der Chinesischen Akademie der Wissenschaften und dem Ingenieurbüro für Maschinenbau und Elektrotechnik Shanghai unter der Leitung von Zhao Jiuzhang bzw. Wang Xiji entwickelten Höhenforschungsrakete T-7 gestartet.
Dieses T-7M genannte Modell war mit 5,30 m Länge nur halb so groß wie das Original und diente primär dem Test des von den Ingenieuren selbständig, ohne sowjetische Hilfe entwickelten Raketenantriebs.
Da der Startplatz direkt am Meer lag, wäre es schwierig gewesen, eine reale, mit Messinstrumenten und Aufzeichnungsgeräten bestückte Forschungsrakete zu bergen. Daher beschloss die Akademie der Wissenschaften noch im Februar 1960, in den Bergen Ostchinas einen sowohl ausgedehnten als auch abgelegenen Ort zu finden, an dem ein größeres Raketenversuchsgelände eingerichtet werden konnte. Im März 1960 bereisten Mitglieder der ehemaligen „Gruppe 581“ – seit Dezember 1959 die Zweite Abteilung des Instituts für Geophysik (中国科学院地球物理所二部) – zusammen mit Vertretern des Ingenieurbüros für Maschinenbau und Elektrotechnik mehrmals Ostchina, um in Frage kommende Orte zu inspizieren. In der Provinz Anhui, 7 km südlich der Großgemeinde Shijie auf dem Gebiet des Verwaltungsdorfs Maolin des damaligen Kreises Guangde, 200 km westlich von Shanghai, fanden sie schließlich eine 153 ha große, mehr oder weniger runde und von Bergen umgebene Hochebene, die für ihre Zwecke geeignet war.
Noch im März 1960 wurde unter der Leitung von Yang Nansheng (杨南生, 1921–2013), dem stellvertretenden Direktor des Ingenieurbüros für Maschinenbau und Elektrotechnik, mit den Bauarbeiten begonnen, 
weswegen dem Gelände die interne Bezeichnung „Basis 603“, also – nach chinesischem Datumsformat – „im März 1960 erbaute Basis“ gegeben wurde. Innerhalb von nur sechs Monaten wurde ein Startleitstandgebäude, ein Triebwerkstestgebäude, ein Festtreibstoffbooster-Befüllungsgebäude, ein Flüssigtreibstoff-Betankungsgebäude, ein Gebäude für die Kalibrierung der Geräte im Kopf der Rakete, eine Empfangsstation für die Telemetriedaten, mehrere Radaranlagen, eine meteorologische Station und Wohngebäude errichtet.
Der Startturm für die Führung der Raketen, eine 52 m hohe Stahlgitter-Konstruktion wurde von der Jiangnan-Werft in Shanghai gebaut, dazu kam noch eine 7 km lange Straße, die das Gelände mit der Nationalstraße G318 (die heutige Kreisstraße X018) verband.
Die Kosten wurden vom Institut für Geophysik und dem Ingenieurbüro für Maschinenbau und Elektrotechnik gemeinsam getragen.
Da sich in Shijie ein strategisch wichtiger Flussübergang befindet, ist der Ort seit der Tang-Dynastie unter der Bezeichnung „Shijiedu“ (誓节渡), also „Shijie-Übergang“ bekannt. Im Ausland ist daher auch der Name „Shijiedu“ für den Raketenstartplatz in Gebrauch.
Am 1. September 1960 hob die erste T-7 in Originalgröße von der Basis 603 ab und erreichte eine Höhe von 60 km. Bis 1966 sollten gut 30 weitere Starts folgen, allerdings nicht alle erfolgreich. So war zum Beispiel Ende Dezember 1960 Qian Xuesen, stellvertretender Leiter des mit Raketen befassten 5. Forschungsinstituts des Verteidigungsministeriums, nach Anhui gereist, um einen Start der T-7 persönlich zu überwachen. Dieser Start schlug fehl. Dennoch hatte die Kommission für Wehrtechnik der Volksbefreiungsarmee vollstes Vertrauen in die jungen Ingenieure – das Durchschnittsalter des Personals auf der Basis lag bei 24 Jahren – und beauftragte die Akademie der Wissenschaften im Mai 1961, ein Profil der Hochatmosphäre bis in eine Höhe von 100 km zu erstellen: Temperatur, Luftdruck, Luftdichte und Winde. Zu diesem Zweck wurde im Januar 1962 der Bau einer verbesserten Version der T-7, die T-7A, genehmigt, die zusätzlich zu der eigentlichen Rakete mit Flüssigkeitstriebwerk noch einen Feststoffbooster als 1. Stufe hatte, womit Höhen von über 100 km, also bis in die Ionosphäre, erreicht werden konnten. Der erste Flug einer T-7 mit meteorologischen Nutzlasten erfolgte am 4. August 1963, der erste Testflug der T-7A im Dezember 1963.
Bereits im Januar 1963 war das Shanghaier Ingenieurbüro für Maschinenbau und Elektrotechnik als 8. Zweiginstitut dem 5. Forschungsinstitut des Verteidigungsministeriums unterstellt worden. Nachdem das 5. Forschungsinstitut am 4. Januar 1965 aus dem Verteidigungsministerium herausgelöst und als „Siebtes Ministerium für Maschinenbauindustrie“ selbständig wurde, wanderten die Shanghaier Ingenieure mit ins Siebte Ministerium, wo sie als „8. Ingenieurbüro“ weiterhin eine eigene Einheit bildeten. Das Shanghaier Ingenieurbüro zog geschlossen nach Peking um. Heute gehört das Ingenieurbüro, immer noch in Peking angesiedelt, als „Forschungsinstitut 508“, nach außen bekannt als „Forschungsinstitut für weltraumbezogenen Maschinenbau und Elektrotechnik Peking“, zur Chinesischen Akademie für Weltraumtechnologie und befasst sich dort mit Verbundwerkstoffen, optischer Fernerkundung und Laseraufklärung aus dem Weltall, vor allem aber mit Landesystemen.
Die Grundlage für letzteres wurde auf der Basis 603 gelegt. Sowohl die Raketen selbst, als auch die abtrennbare Nutzlastkapsel waren mit Fallschirmen ausgestattet, die die Landung der Komponenten so sanft ablaufen ließ, dass sie wiederverwendet werden konnten.
Schon seit 1958 gab es am damaligen Institut für Biophysik der Akademie der Wissenschaften eine Forschergruppe, die sich mit der Entwicklung von Lebenserhaltungssystemen für in Raketen mitfliegende Lebewesen befasste. 1960 wurde diese Gruppe auf Anweisung der Staatlichen Planungskommission beim Staatsrat der Volksrepublik China zum „Forschungslabor für Weltraumbiologie“ erweitert, ihre Forschungsziele für die ersten fünf Jahre wurden wie folgt definiert:
- Erforschung des Einflusses, den Umweltfaktoren wie Schwerkraft und Kosmische Strahlung auf Lebewesen in der Hochatmosphäre haben, insbesondere die starke Beschleunigung beim Start einer Rakete und die Schwerelosigkeit in großer Höhe.
- Mittels physiologischer, biochemischer und morphologischer Untersuchungen die Entwicklung von Methoden, um Lebewesen vor besagten Einwirkungen zu schützen.[12]

Nachdem Juri Alexejewitsch Gagarin am 12. April 1961 als erster Mensch die Erde umrundet hatte, wuchs auch in China die Begeisterung für die Raumfahrt. Man beschloss, Flugexperimente mit lebenden Versuchstieren durchzuführen. Am 19. Juli 1964 wurden mit einer zu diesem Zweck speziell umgebauten T-7A, der T-7A/S1 – das „S“ steht für 生物 bzw. shēngwù, also „Lebewesen“ – acht Mäuse und zwölf Reagenzgläser mit Taufliegen, Einzellern und Enzymen auf einem suborbitalen Flug bis in 70 km Höhe gebracht.
Das Forschungslabor für Weltraumbiologie war mittlerweile stark ausgebaut worden. Rund 100 Wissenschaftler befassten sich in drei Abteilungen mit Tierversuchen auf dem Boden, der Auswahl und Ausbildung von Versuchstieren für Suborbitalflüge sowie der Konstruktion der entsprechenden Geräte. Nachdem am 1. und 5. Juni 1965 zunächst wieder mit einer T-7A/S1 Ratten und Mäuse in die Hochatmosphäre geschickt wurden, reisten die Hunde Xiaobao (小豹, Kleiner Panther) und Shanshan (珊珊, Elegant Schreitende) am 15. bzw. 28. Juli 1966 mit einer T-7A/S2, die eine größere Nutzlastkapsel besaß, in der neben der Telemetrie für die Körperfunktionen der Tiere auch eine 8-mm-Kamera installiert war, die die Reaktionen der Tiere beim Start und in der Schwerelosigkeit filmte. Alle Tiere überstanden die Flüge wohlbehalten und wurden von Bei Shizhang, dem Leiter des Instituts für Biophysik, zurück nach Peking gebracht, wo die Hunde später gepaart wurden und gesunde Welpen gebaren.
Mittlerweile war die Kulturrevolution ausgebrochen, und auch sonst hatte sich die Lage geändert. Am 1. August 1961, also mehr als drei Jahre bevor das Shanghaier Ingenieurbüro für Maschinenbau und Elektrotechnik nach Peking verlegt worden war, war auf Anweisung des Zentralkomitees der KPCh, des Staatsrats und der Zentralen Militärkommission in Shanghai das „Zweite Büro für Maschinenbau und Elektrotechnik“ gegründet worden.
Zur Unterstützung der neuen Einrichtung, die sich mit der Entwicklung von Flugabwehrraketen befassen sollte, wurden 1964 die fünf Labors, die einst das 2. Zweiginstitut des 5. Forschungsinstituts des Verteidigungsministeriums gebildet hatten, aus Peking nach Shanghai verlegt. Im April 1965 begann man dort mit der Arbeit an der Hongqi 2, die im damaligen Klima für wichtiger erachtet wurde als Höhenforschungsraketen. Die Mittel für die Basis 603 wurden schrittweise gekürzt. Während die Hongqi 2 im Juli 1966 erfolgreich Flugtests absolvierte, sollte der Flug der Hündin Shanshan der vorerst letzte Start in Anhui gewesen sein.

## Weitere Entwicklung
Das 153 ha große Gelände gehört heute der China Aerospace Science and Technology Corporation, eine Nachfolgeorganisation des Siebten Ministeriums. Das Zweite Büro für Maschinenbau und Elektrotechnik wurde im Juni 1982 in „Shanghaier Raumfahrtbüro“ umbenannt; eine Bezeichnung, unter der die Firma bis heute bekannt ist, obwohl sie ab März 1993 als „Shanghaier Akademie für Raumfahrttechnologie“ Teil der „Dachgesellschaft für Raumfahrtindustrie“ war und als diese am 1. Juli 1999 in einen primär zivilen und einen primär militärischen Teil aufgespalten wurde, ein Tochterunternehmen der CASC wurde. Am 13. Januar 2010 schickte die Shanghaier Akademie, wegen der englischen Bezeichnung Shanghai Academy of Spaceflight Technology im Ausland oft „SAST“ abgekürzt, eine Gruppe von Experten nach Anhui, die das Gelände inspizierten. Nach harmonisch verlaufenden Verhandlungen mit der damaligen Kreisregierung von Guangde beschloss die Firma, die Basis 603 wieder in Betrieb zu nehmen und dort eine komplette Testanlage für Raumfahrtzwecke zu bauen.
2012 wurde mit dem Abriss der alten Gebäude und der 800-kV-Hochspannungsleitung auf der Basis begonnen und dafür am Nordrand des Geländes, bei dem natürlichen Dorf Xianfeng, das „Neue Raumfahrtdorf Maolin“ (茆林航天新村) mit modernen Verwaltungs- und Wohngebäuden errichtet.
Offiziell firmiert die Einrichtung nun als „Basis 603 der Shanghaier Akademie für Raumfahrttechnologie“ (上海航天技术研究院603基地).
2015 waren dort bereits die ersten Anlagen in Betrieb.